# 나스닥 마켓사이트

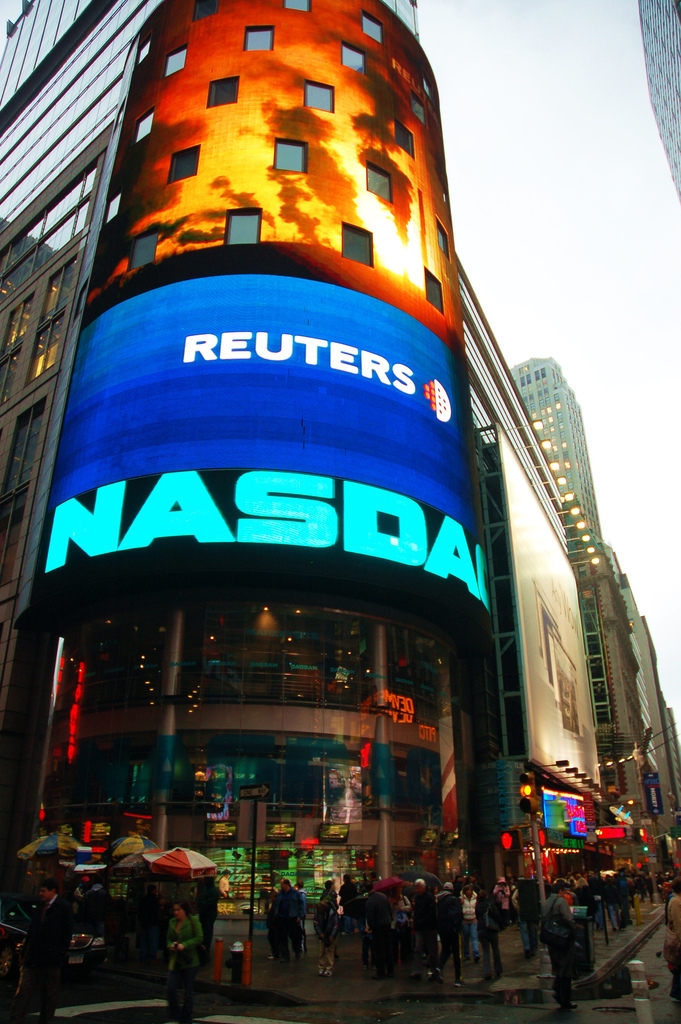
나스닥 마켓사이트

나스닥 마켓사이트(NASDAQ MarketSite)는 뉴욕의 타임스 스퀘어에 위치한 것으로, 나스닥 상장 기업의 주가 및 정보를 디스플레이 화면에 표시한다. 콘데 내스트 빌딩의 한 층의 일각을 차지하고 있으며, 7층 원통형의 외벽면에는 LED를 이용한 거대한 전자 디스플레이를 배치, 경제 뉴스나 광고를 상시 표시하고 있다. 한 층은 유리로 덮여 있으며, TV 스튜디오이다. 후방 모니터 화면은 높이 4m, 폭 17m로, 실시간으로 시장의 상태를 표시한다. 마켓 사이트에서 사용되는 기술은 특허로 이미 인정 받고있다. 원래는 화이트 홀 거리에 위치해 있었다. 기술의 발전 설비는 몇번이고 업그레이드가 되어있다.